# Neues Sehen
A Neues Sehen ("Nova Visão"), também conhecido como ou Neue Optik  , foi um movimento artístico não específico da fotografia que se desenvolveu na década de 1920. Este movimento é relacionado diretamente com o enfoque da Bauhaus. Considera a fotografia como uma prática artística autônoma com as suas próprias leis de composição e de iluminação; em consequência, o objetivo da câmara torna-se um segundo olho para poder observar o mundo. Esta nova olhada baseia-se no emprego de enquadres surpreendentes, na procura do contraste nas formas e na luz, no uso de planos em picado e contra-picado, etc. É coetâneo à Nova objetividade, com a qual compartilha a defesa da fotografia como um meio específico de expressão artística, ainda que a Nova visão defendia o experimentalismo e o uso de procedimentos técnicos na expressão fotográfica.

## Origens
No período de entreguerras ocorreu uma mudança significativa no campo de fotografia, por um lado uma reação às conceições pictóricas e por outro um interesse por novas formas de expressão artística. As três principais correntes que surgiram nesta época forama Nova visão, a Nova objetividade e a fotografia direta. Em todas elas procura-se a especificidade do meio fotográfico e a sua separação da pintura. Desde estes movimentos foram realizadas muitas críticas às associações fotográficas existentes que visavam manter os modelos pictóricos, sendo acusadas de insubstanciais, de se situar na perspectiva do umbigo, pois somente atendiam os seus próprios pressupostos e de produzir imagens pouco atraentes e afastadas da realidade.
O movimento da Nova visão recebe também críticas dos componentes da fotografia direta e a Nova objetividade, que lhes acusa de experimentalismo, de incapacidade de produzir de um jeito uniforme, de realizar fotografias de amadores com baixos níveis de qualidade técnica. A isto último responderam com a criação de classes de fotografia pura na Bauhaus e com uma evolução para uma fotografia cada vez mais objetiva.
Esta corrente era formada principalmente por novos construtivistas russos como Rodchenko e fotógrafos da Bauhaus, e entre os seus recursos estílisticos encontravam-se os enquadres de pontos de vista muito exagerados, os experimentos de luzes e sombras que em algumas ocasiões produziam grandes áreas muito obscuras na foto, o uso de fotomontagens e collages e uma composição fotográfica regida pelos princípios perceptivos da Bauhaus de um modo estrito. A criatividade observa-se mais desenvolvida nos temas que aborda e na nova interpretação dada à fotografia.
As obras costumam conter certo conteúdo didático, pois faz que o espectador se encontre com uma imagem difícil de reconhecer como elemento da realidade e, a partir desse momento, interpreta-a e identifica-a. A consequência imediata é a pouca uniformidade nas obras e o seu caráter experiencial.

## Film und Foto
A exposição FiFo, organizada em 1929 por Deutscher Werkbund e realizada em Stuttgart, é considerada como a primeira grande mostra da fotografia moderna europeia e americana,  e serviu de vitrina para as ideias artísticas da Nova Visão. Pouco antes de se realizar no Outono de 1928 László Moholy-Nagy junto a Sigfried Giedion, encarregados da sala principal da exposição, introduziram uma mudança na programação prevista inicialmente e converteram-na na representação da Nova visão.
Esta exposição, que mostrou 1200 obras de 191 artistas do cinema, pintores, fotógrafos e artes visuais em geral, poder-se-ia considerar como a culminação de uma produção experimentalista nestes meios e na Alemanha converteu-se numa retrospectiva destas ideias antes que se impusesse a rígida estética propugnada pelo regime nazista. De fato, autores como Lazlo Moholy-Nagy emigraram aos Estados Unidos pouco depois.
A seleção de autores foi feita por diversos artistas. Assim, enquanto Moholy-Nagy participou na de fotógrafos europeus, Edward Weston encarregou-se dos americanos; entre outros estiveram Berenice Abbott, Willi Baumeister, Marcel Duchamp, Hannah Höch, Eugène Atget, Man Ray, Alexander Rodchenko, Edward Steichen, Imogen Cunningham, Charles Sheeler, Brett Weston. Contudo, os trabalhos eleitos destacavam pelos seus enquadres surpreendentes, como as fotografias tomadas enquanto caía em para-quedas por Willi Ruge, o uso da fotomontagem, etc. Após a assistência a esta exposição, o crítico Franz Roh escreveu o seu ensaio chamado Foto-Auge (Foto-Olho) no que recolhe que a fotografia mudou de um jeito definitivo. Esta exposição percorreu esse mesmo ano as cidades de Zurique, Berlim, Danzigue e Viena, e em 1931 em Tóquio e Osaca.

## Autores
Alguns dos principais são:
- Aenne Biermann
- Erich Consemüller
- Andreas Feininger
- Lucia Moholy
- László Moholy-Nagy
- Walter Peterhans
- Alexander Rodtschenko
- Umbo